# Hainankwak
De hainankwak (Oroanassa magnifica synoniem: Gorsachius magnificus) is een vogel uit de familie der reigers (Ardeidae). Het is een bedreigde, endemische vogelsoort uit Zuid-China en Noord-Vietnam.

## Taxonomie
De vogel werd in 1899 door de Schotse vogelkundige William Robert Ogilvie-Grant beschreven als Nycticorax magnificus. In 1930 plaatste de Amerikaanse vogelkundige James Lee Peters de soort in het geslacht Oroanassa. Kort daarna werd de soort weer in het geslacht Nycticorax teruggezet en was daarna lange tijd toegevoegd aan het geslacht Gorsachius.  Op grond van moleculair genetisch onderzoek dat in 2023 werd gepubliceerd is plaatsing in het door Peters bedachte aparte geslacht terecht.

## Kenmerken
De vogel is 54 tot 56 cm lang. Mannetjes hebben een zwarte kop met nekpluimen, een witte oogstreep en een witte wangstreep. De keel is wit met een brede zwarte lijn in de hals, de buik is bruin met witte strepen. De nek is oranje. Vrouwtjes hebben een minder duidelijk kop en nek patroon, witte strepen en vlekken op rug en vleugels en kortere nekpluimen.

## Verspreiding en leefgebied
De hainankwak komt uitsluitend voor in zuidelijk en oostelijk China. In 2001 waren daar 20 locaties bekend waar de vogels broeden. Ronde eeuwwisseling werd bekend dat de vogel ook voorkwam in noordelijk Vietnam. De leefgebieden liggen in (sub)tropisch bos in de buurt van water van rivieren, meren, rijstvelden en dergelijke gebieden. Hij jaagt uitsluitend 's nachts op kleine vissen, garnalen en ongewervelde dieren.

### Voortplanting
Over de voortplantingsgewoonten van de hainankwak is weinig bekend. Het vrouwtje legt 3 tot 5 eieren in een nest hoog in de bomen.

## Status
De hainankwak heeft een beperkt verspreidingsgebied en daardoor is de kans op uitsterven aanwezig. De grootte van de populatie werd in 2013 (op grond van onderzoek uit 2009) door BirdLife International geschat op 350 tot 1500 individuen en de populatie-aantallen nemen af door habitatverlies. Het leefgebied wordt aangetast door ontbossing waarbij natuurlijk bos wordt omgezet in gebied voor agrarisch gebruik en menselijke bewoning. Om deze redenen staat deze soort als bedreigd op de Rode Lijst van de IUCN.